# 孟德斯鸠 (塔恩-加龙省)
孟德斯鸠（法語：Montesquieu，法語發音：[mɔ̃tɛskjø]）是法国奥克西塔尼大区塔恩-加龙省的一个市镇，属于卡斯泰尔萨拉桑区。

## 地理
孟德斯鸠（44°11'10"N, 1°4'45"E）面积28.65 平方千米，位于法国奧克西塔尼大區塔恩-加龙省，该省份为法国西南部内陆省份，北起顺时针与洛特省、阿韦龙省、塔恩省、上加龙省、热尔省和洛特-加龙省接壤。
与孟德斯鸠接壤的市镇（或旧市镇、城区）包括：卡斯泰尔萨格拉、迪尔福-拉卡普莱特、凯尔西地区米拉蒙、穆瓦萨克、蒙巴尔拉、圣纳泽尔德瓦朗塔纳、圣保罗代斯皮。

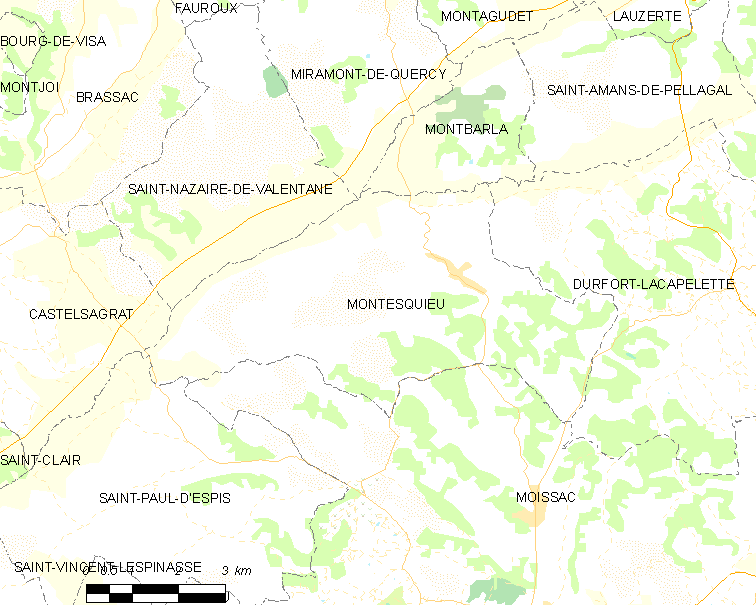
的OSM定位图

孟德斯鸠的时区为UTC+01:00、UTC+02:00（夏令时）。

## 行政
孟德斯鸠的邮政编码为82200，INSEE市镇编码为82127。

## 政治
孟德斯鸠所属的省级选区为穆瓦萨克县。

## 人口

1962-2008年间人口变化图示

孟德斯鸠于2022年1月1日时的人口数量为747人。